# Dolly de Leon

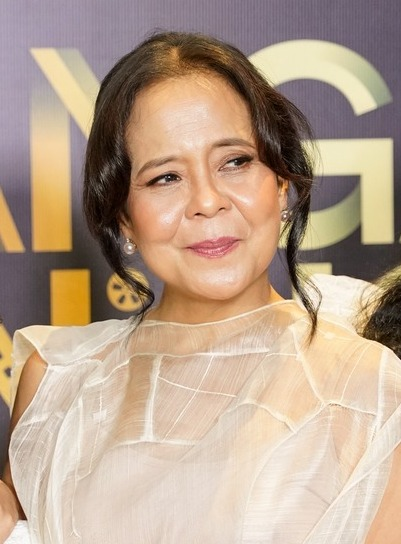
Dolly de Leon (2023)

Dolly Earnshaw de Leon (geboren 1968 in Manila, Philippinen) ist eine philippinische Schauspielerin, die für ihre Rollen in Verdict, Historya ni Ha und Triangle of Sadness bekannt ist. Als erste philippinische Schauspielerin wurde sie für den Golden Globe nominiert. Im Mai 2022 unterschrieb sie bei der US-amerikanischen Agentur Fusion Entertainment.
De Leon wurde unter anderem mit dem FAMAS-Award und dem LA-Film-Critics-Award ausgezeichnet. Insgesamt nahm sie an mehr als 30 Bühnenproduktionen teil und gewann mehrere Preise für ihre Auftritte, 2023 wurde sie von British Vogue zu einer der 30 bekanntesten Promis (“30 of the world’s most famous stars”) gezählt.
Ende Juni 2023 wurde Dolly de Leon Mitglied der Academy of Motion Picture Arts and Sciences.

## Filmografie (Auswahl)
- 2019: Verdict
- 2021: Bei der Arbeit (On the Job, Fernsehserie, eine Folge)
- 2022: Triangle of Sadness
- 2024: Ghostlight
- 2024: Between the Temples
- 2024: Ein Jackpot zum Sterben! (Jackpot!)